# Willy Schumann
Willy Schumann (Curitiba) é um jornalista, escritor, comunicólogo social, psicanalista e produtor de audiovisual brasileiro.
É autor de vários vídeos e filmes, alguns deles em parceria com seu irmão Werner Schumann.
Através do cinema começou a estudar a psicanálise e o comportamento humano para compreender a estrutura da construção de personagens de filmes de ficção. Atualmente Schumann estuda a interlocução e a convergência dos elementos da psicanálise e da linguística a partir de conceitos de J. Lacan, D. W. Winnicott e W. Bion dentro do processo cognitivo-comportamental.
Willy Schumann é autor do livro “Cidade dos Monges” (editora Livro Novo, São Paulo), romance inspirado na sua experiência como correspondente internacional na Europa para a revista Bem Público. “Europa no Olhar Singular de Willy Schumann” (editora Instituto Memória, Curitiba), mostra algumas fotos produzidas pelo jornalista em suas andanças pela Europa. Participou do livro "E Agora? – Crônicas de Viagem!” (editora Instituto Memória, Curitiba), que reúne crônicas de vários autores descrevendo suas experiências em viagens.

## Atuação no cinema
Em 1997, Willy co-dirigiu o curta-metragem Trabalho de parto, sobre dança e artes plásticas, coordenado pela artista plástica paranaense Cláudia Guimarães; este filme integra o acervo do Centro Georges Pompidou de Paris.
Em 1990, realizou com o irmão Werner o documentário De Bona - Caro nome, sobre a obra do pintor Theodoro De Bona, e que contou com a participação do ator José Wilker.
Co-produziu, roteirizou e dirigiu, em parceria com o irmão Werner, o longa-metragem Onde os poetas morrem primeiro, uma comédia romântica que aborda as dificuldades do relacionamento humano nas grandes metrópoles, e que fez parte da seleção oficial do XI Cine Ceará – Festival Nacional de Cinema e Vídeo.
Em 2014 o filme “Tesouro”, dirigido por Schumann em parceria com a  cineasta Carla Pioli recebeu dois prêmios no Festival de Cinema de Pinhais, o FESTCINE.  O curta foi Inspirado no conto do famoso escritor uruguaio Eduardo Galeano – autor do best-seller As Veias Abertas da América Latina. "Tesouro" ganhou os troféus de Melhor Direção de Ficção para Carla Pioli e Willy Schumann e Melhor Fotografia para Mauricio Baggio.
Atualmente Willy Schumann está finalizando o longa metragem "Música e Violência", que é roteirizado, produzido e dirigido por ele.
Schumann é co-produtor do longa metragem “Sol na Neblina” (2009), dirigido pelo seu irmão Werner Schumann, que foi selecionado para o programa Cine en Construcción no Festival Internacional de San Sebastian e ganhou o premio TVE dado pela Televisao Espanhola. O filme foi selecionado também para a Mostra Internacional de Cinema de Sao Paulo e varios festivais europeus.
Co-produziu também “O Coro”, também dirigido pelo seu irmão Werner Schumann, teve sua primeira exibição no prestigioso Festival de Mar del Plata (2010).
Em 2011 "O Coro" foi escolhido como filme de abertura do 21° Festival Ibero-americano Cine Ceara e ganhou os premios de “Melhor Diretor” e “Melhor Fotografia”. 2
“Ervilha da Fantasia”, documentário "Ervilha da Fantasia" sobre o poeta Paulo Leminski; considerado o testamento intelectual de um dos grandes poetas brasileiros. 

## Atuação na televisão
Participou do seriado de televisão Pista Dupla, em 22 capítulos, apresentado pela rede CNT.
Dirigiu também vários programas de televisão, entre eles o Programa Cadeia, em rede estadual, e o programa humorístico Pirados & Perdidos, em São Paulo.

## Prêmios
- Prêmio Estímulo Concorrência Fiat do Brasil - pelo documentário De Bona caro nome, sobre a obra do pintor Theodoro De Bona, e com a participação do ator José Wilker, no início da década de 1990.
- Prêmio Estímulo, do Governo do Estado do Paraná - pelo telefilme Pioneiros do cinema, uma comédia que homenageia os cineastas pioneiros do sul do Brasil, em 1994.
- Prêmio Tatu de Ouro de Melhor Ficção, na XXI Jornada Internacional de Cinema da Bahia - por Pioneiros do cinema, exibido pela rede CNT.
- Prêmio Saul Trompete de Melhor Clip do Ano - pelo videoclipe A Bruma e o breu, título homônimo da canção do CD Um lugar ao sol, de Luciano Rosa.
- Prêmio Melhor Direção de Ficção para Carla Pioli e Willy Schumann e Melhor Fotografia para Mauricio Baggio para o filme "Tesouro", em 2014.